# Stolpen
Stolpen /'ʃtɔlpn/ es una localidad del distrito de Suiza Sajona-Montes Metálicos Orientales, estado federado de Sajonia, Alemania. Se encuentra 25 kilómetros al este de Dresde y cuenta con algo menos de 6.000 habitantes. La mayor atracción turística de Stolpen son las ruinas del castillo homónimo, edificado sobre unos acantilados de basalto situados al sur de la localidad. 
El castillo de Stolpen se construyó a lo largo del siglo XII, y la primera mención documentada del mismo está fechada en 1222. En aquel entonces era propiedad del Obispo de Meißen. El núcleo poblacional data de comienzos del siglo XV. La muralla de la ciudad fue hecha construir en 1470 por el obispo Dietrich III von Schönberg. Stolpen obtuvo el estatuto de ciudad en 1503 y en 1559 pasó de depender del episcopado a estar bajo el control de los príncipes electores. El castillo sufrió serios daños de manos de Napoleón Bonaparte en 1813.
En la actualidad, Stolpen consta de seis barrios u Ortsteile: Heeselicht, Helmsdorf, Langenwolmsdorf, Lauterbach y Rennersdorf-Neudörfel.